# Sabelsprinkhanen
Sabelsprinkhanen (Tettigoniidae) zijn een familie van insecten behorend tot de orde rechtvleugeligen (Orthoptera). Met ruim 6400 soorten is het een zeer grote groep die uiteenlopende soorten bevat, zowel qua uiterlijk als wat betreft de levenswijze. Ondanks de naam "sprinkhanen" zijn sabelsprinkhanen verwant aan de langsprietigen (Ensifera), waartoe alle krekelachtige vormen behoren, en niet tot de kortsprietigen, waar alle typische sprinkhanen onder worden gerekend.
Sabelsprinkhanen behoren tot de grotere soorten rechtvleugeligen, ze zijn verdeeld in verschillende onderfamilies, triba en geslachten, enkele soorten komen ook in Nederland en België voor. De meeste soorten eten planten maar een aantal eten daarnaast ook dierlijk materiaal.

## Kenmerken
Deze dieren worden 1,5 tot 7,5 cm en hebben een bruine of groene kleur. Ze hebben bijna allemaal grote vleugels, die schuin op het lichaam worden gelegd. Sommige soorten imiteren bladeren of boombast. De achtervleugels bij sommige soorten zijn felgekleurd. Ze danken hun Nederlandse naam aan de sabelachtige legbuis van de vrouwtjes, die gebruikt wordt om de eitjes in de bodem af te zetten. Ondanks het vervaarlijke uiterlijk kan de legboor niet gebruikt worden om te steken.

## Leefwijze
Deze dieren leven naargelang de soort in bomen, struiken of lage vegetaties, waar ze zich voeden met planten en/of insecten (vlinders, vliegen, slakken, bladluizen, insectenlarven). De nimfen hebben soms een ander dieet dan de volwassen dieren. Bij sommige soorten zijn de nimfen carnivoor of omnivoor en de volwassen dieren herbivoor.

## Soorten
Onderstaand zijn alleen de bekendere Europese soorten weergegeven.
Familie sabelsprinkhanen (Tettigoniidae)
- Onderfamilie Bradyporinae
  - Zadelsprinkhaan (Ephippiger diurnus)
- Onderfamilie Phaneropterinae
  - Sikkelsprinkhaan (Phaneroptera falcata)
  - Zaagsprinkhaan (Barbitistes serricauda)
  - Struiksprinkhaan (Leptophyes punctatissima)
  - Oostelijke struiksprinkhaan (Leptophyes albovittata)
  - Zuidelijke sikkelsprinkhaan (Phaneroptera nana)
  - Duits propje (Isophya kraussii)
- Onderfamilie Meconematinae
  - Boomsprinkhaan (Meconema thalassinum)
  - Zuidelijke boomsprinkhaan (Meconema meridionale)
- Onderfamilie Conocephalinae
  - Gewoon spitskopje (Conocephalus dorsalis)
  - Zuidelijk spitskopje (Conocephalus fuscus)
  - Grote spitskop (Ruspolia nitidula)
- Onderfamilie Tettigoniinae
  - Grote groene sabelsprinkhaan (Tettigonia viridissima)
  - Kleine groene sabelsprinkhaan (Tettigonia cantans)
  - Wrattenbijter (Decticus verrucivorus)
  - Kleine wrattenbijter (Gampsocleis glabra)
  - Duinsabelsprinkhaan (Platycleis albopunctata)
  - Dobbelsteensprinkhaan (Tessellana tessellata)
  - Heidesabelsprinkhaan (Metrioptera brachyptera)
  - Lichtgroene sabelsprinkhaan (Bicolorana bicolor)
  - Greppelsprinkhaan (Roeseliana roeselii)
  - Bramensprinkhaan (Pholidoptera griseoaptera)

## Afbeeldingen

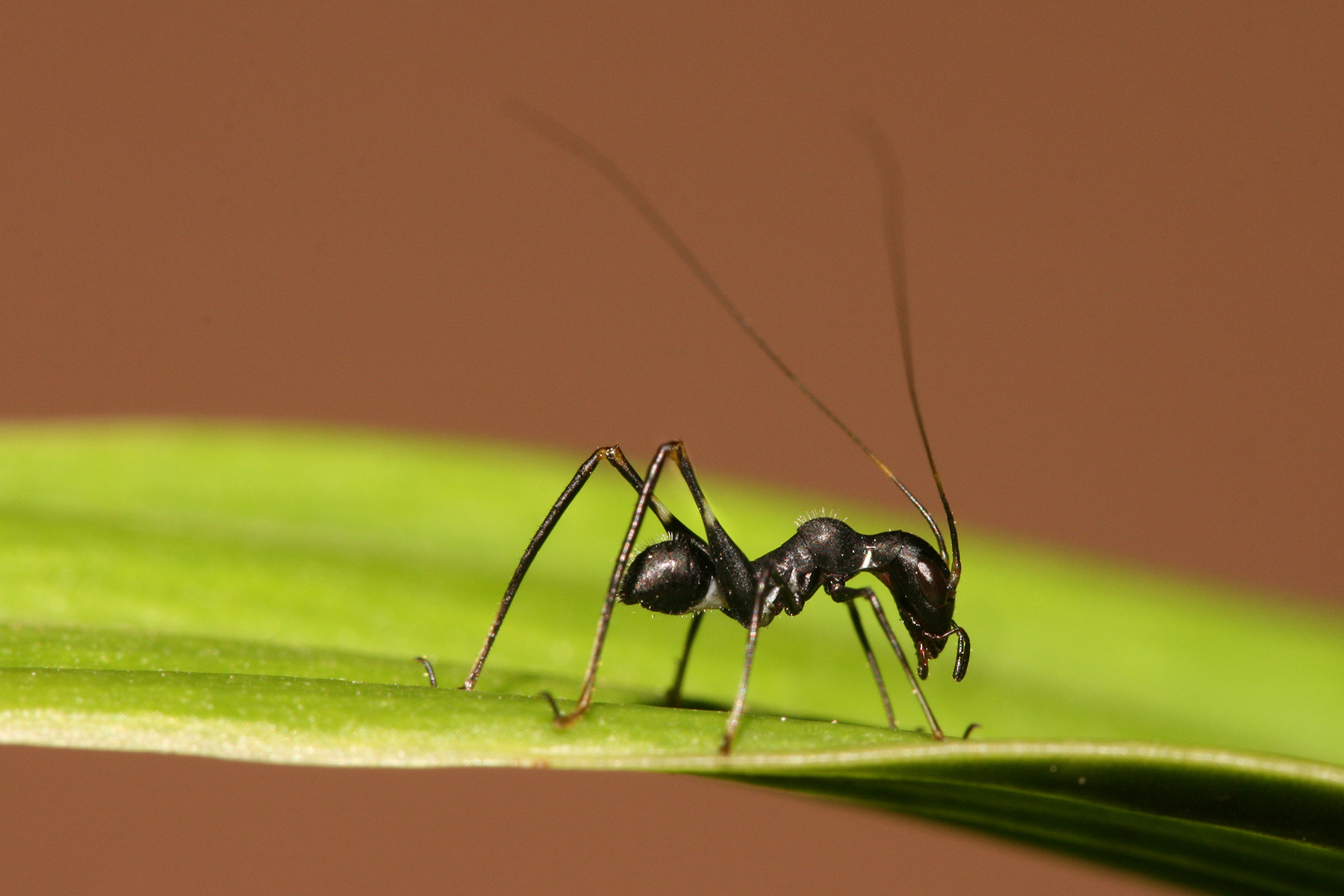
Macroxiphus-soort, lijkt sprekend op een mier.
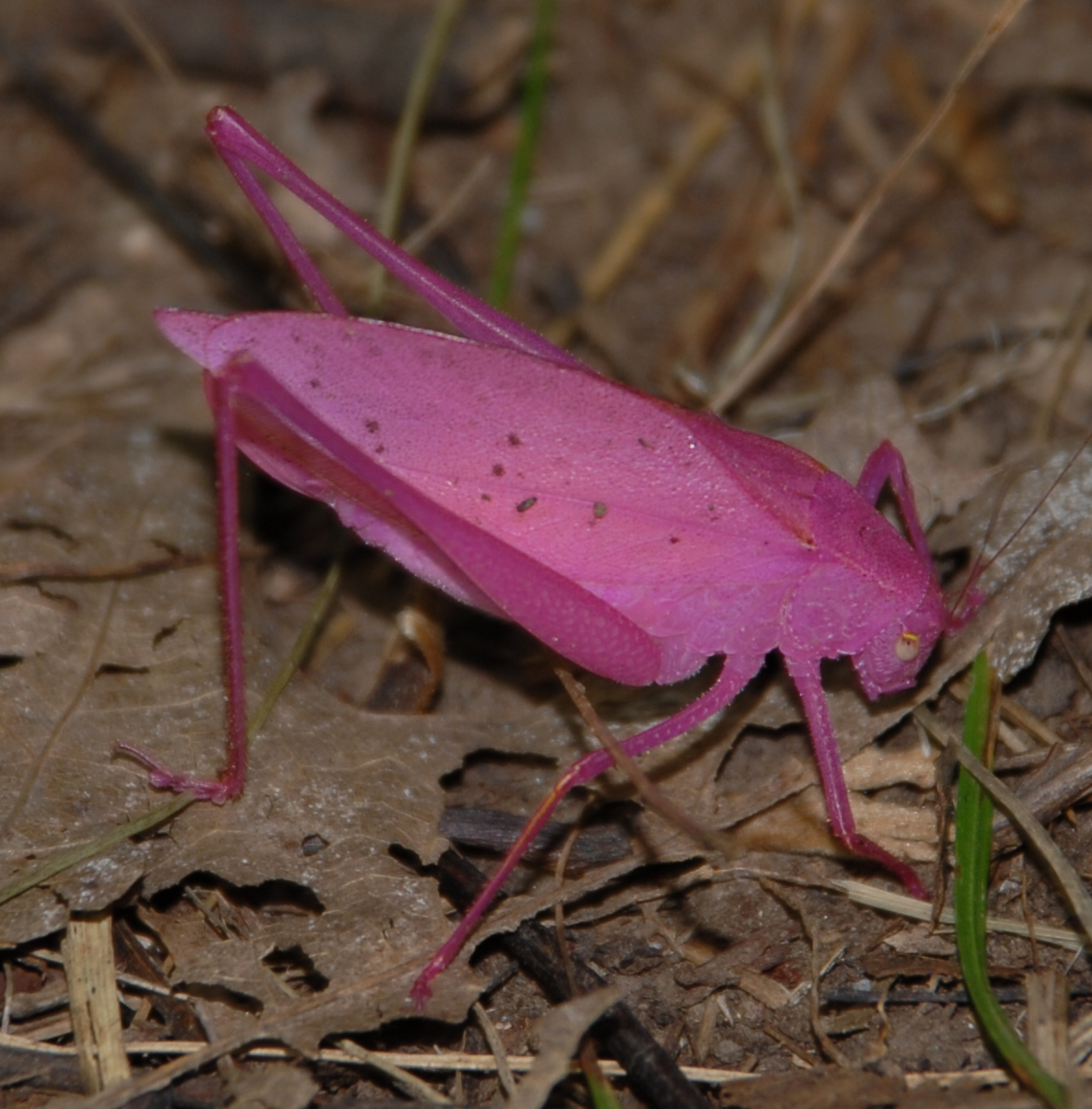
Soorten die gekleurde planten eten kleuren soms mee ter camouflage.
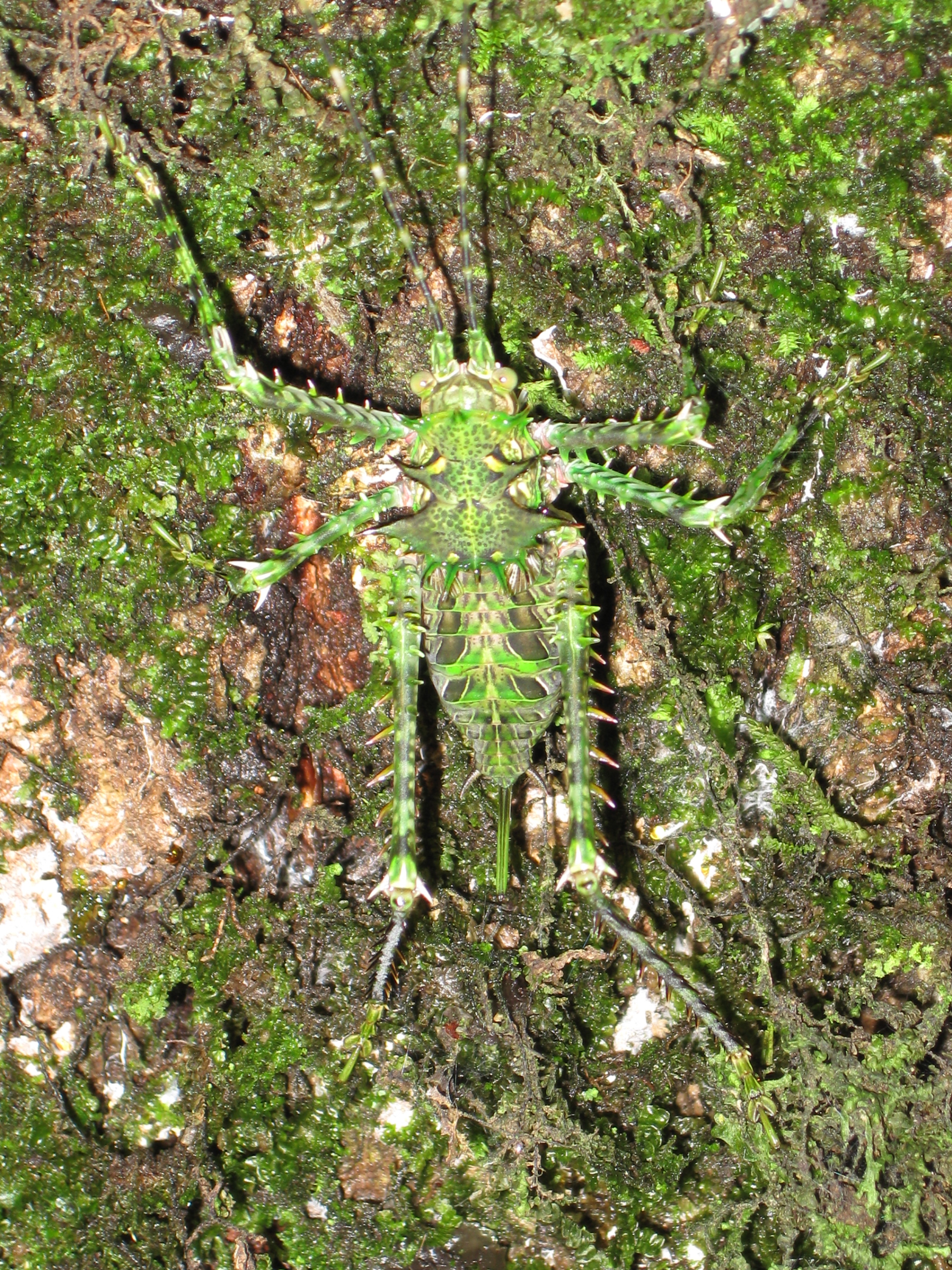
Phricta aberrans leeft op mos en is goed gecamoufleerd.